# Nokia Lumia 510
Il Nokia Lumia 510 è uno smartphone prodotto da Nokia in partnership con Microsoft.
Il Lumia 510 è basato sul sistema operativo Windows Phone 7.5 di Microsoft, successivamente aggiornato a Windows Phone 7.8 (non aggiornabile a Windows Phone 8). Dispone di un display da 4 pollici con tecnologia LCD (risoluzione WVGA 800 × 480 pixels) e touch screen capacitivo. Possiede una memoria da 4 GB non espandibile e una RAM di 256 MB. Disponibile in cinque colori (bianco, nero, giallo, rosso e ciano) è dotato di un processore Qualcomm Snapdragon S2 da 800 MHz single core. Ha una sola fotocamera da 5 megapixel (risoluzione 2592 × 1944 pixel), autofocus con tasto di acquisizione bifasico ma senza flash e ottica Zeiss.
È stato annunciato il 23 ottobre 2012. Prezzo di lancio sotto la soglia dei 199,00 €.
Al Mobile World Congress 2013 viene presentato il suo successore, il Nokia Lumia 520.

## Confezione
- Nokia Lumia 510
- Batteria 1300 mAh
- Auricolari stereo Nokia
- Caricabatteria Nokia con porta USB/MicroUSB
- Guida
- Manuale d'istruzioni